# 原古処
原 古処（はら こしょ、明和4年（1767年） - 文政10年1月22日（1827年2月17日））は、江戸時代の儒学者。筑前国秋月（現在の朝倉市）の人。古処は号、通称は震平、諱は叔燁。

## 経歴
筑前国秋月藩士手塚辰詮の次男として生まれる。幼少より利発で学問を好み、その優れた資質を買われて秋月藩校稽古館の教授原坦斎の養子となる。18歳のとき藩命にて亀井南冥の甘棠館に入門する。
秀才揃いで知られた南冥の門下生達の中でも彼は特に優秀な生徒だったようで、南冥曰く『詩文の才能は自分以上である。息子の昭陽も貴方には敵わない。』と評している。
天明7年（1787年）、養父原坦斎が病に倒れたため入門からわずか2年数ヶ月で秋月に帰郷。まもなくして坦斎が死去したため、その後を継いで21歳で稽古館の訓導に就任する。
その後、寛政元年（1789年）それまで助教を務めていた小川晋斎の後任として稽古館助教に就任、寛政12年（1800年）34歳で稽古館の教授に就任する。
また、古処は稽古館の隣にあった自分の屋敷で私塾を開いていたが各地から訪れる門下生が増えるにつれ手狭となり、文化2年（1805年）に秋月藩8代藩主黒田長舒の許可を得て屋敷地を拝領し新たに私塾古処山堂を開く。
文化4年（1807年）、長舒自ら息子二人を伴って古処山堂を訪れその様子を視察している。
9代藩主黒田長韶の代には家禄を14石から100石へと加増され役人格に昇進し、参勤交代の際には藩主に随行して江戸へ赴き諸国の文人墨客達と交流している。
しかし、文化8年（1811年）秋月藩家老宮崎織部と渡辺帯刀の2名が罷免される事件（通称『織部崩れ』）が起こり、古処もその煽りを受ける形で翌文化9年（1812年）、稽古館教授を含めすべての役職を失う。
文化10年（1813年）長男瑛太郎（白圭）に家督を譲って47歳で隠居した古処は妻のゆきや娘の猷（みち。後の原采蘋）、次男の瑾次郎（鳩巣）を伴って九州各地や中国地方を旅し、また甘木町（現朝倉市甘木）に天城詩社という施設を開いて近隣各地の文人との交流を深めた。
彼は旅行の際に『東西南北人』と刻まれた印を常に持ち歩いていたが、これは師亀井南冥の遺品である。
こうして悠々自適の生活を送っていた古処であったが、病のため文政10年（1827年）1月22日死去。享年61。墓所は秋月の西念寺。墓碑銘『原古処先生之墓』は頼山陽の書、墓碑側面には広瀬淡窓作の漢詩が刻まれている。
古処は詩人としても有名であり、その多くは『古処山堂詩集』などにまとめられている。娘の猷も男装の女流詩人として名を知られた。
昭和3年（1928年）、正五位を追贈された。

## 門下生
- 村上仏山 - 豊前国の人。漢学塾水哉園を開き、人材の育成に努めた。
- 吉田平陽 - 筑前国秋月藩士。稽古館教授。

## 家族
- 原采蘋 - 娘。